# Out of My Mind (canção de B.o.B)
"Out of My Mind" é uma canção do rapper norte-americano B.o.B com participação da rapper trinidiana Nicki Minaj. Ela foi lançada como single para download digital em 23 de Agosto de 2012. Foi composta por B.o.B, Jeremy Dussolliet, Justin Franks, Alexander Grant, Stephen Joshua Hill e Nicki Minaj. e foi produzida por Dr Luke.

## Recepção e Critica
Após as expectativas de que Both of Us faria mais sucesso terminarem a faixa Out of my Mind foi a mais cotada para se tornar single.
A critica em geral foi positiva para a música apesar de também ser colocada como o single mais fraco do álbum strange clouds até agora.So good e Both of Us foram considerados melhores.
Kyle Anderson declarou que B.o.B conseguiu fazer um refrão que fica na cabeça e colocar um rap de qualidade,porém criticou duramente o fato do refrão ter um palavrão que se repete várias vezes.Na música se diz(Im Im Out of my mind, out of my fu** mind/Eu estou louco, louco para caral**).
Andrew Unterberger disse que a canção não foi justa, que B.o.B é um cara jovem e que Nicki salva a música.A melhor parte é quando toca airplanes, é uma grande jogada.
| Críticas profissionais | Críticas profissionais |
| Avaliações da crítica  | Avaliações da crítica  |
| Fonte                  | Avaliação              |
| ---------------------- | ---------------------- |
| Digital Spy            | 3 de 5 estrelas.       |
| HipHopDX               | 3 de 5 estrelas.       |

## Desempenho Comercial
A canção não alcançou grandes posições pelo mundo.

### Paradas
| Parada (2012)                                           | Melhor posição |
| ------------------------------------------------------- | -------------- |
| Estados Unidos - (Billboard Rap Songs)                  | 34             |
| Estados Unidos - (R&B/Hip-Hop Songs)[carece de fontes?] | 52             |
| Mundo - (United World Chart)                            | 113            |
| Reino Unido - (Uk R&B Singles Chart)                    | 97             |
| Reino Unido - (Official Charts Company)                 | 107            |